# Edificio del Monoblock
El Edificio del Monoblock es un edificio destinado a la educación universitaria pública ubicado en La Paz, Bolivia. 

Se destaca por haber sido el primer edificio de altura de esa ciudad y porque fue diseñado como parte de un campus universitario por quien fuera rector de la Universidad Mayor de San Andrés (UMSA) en 1929, el arquitecto y urbanisto boliviano Emilio Villanueva. 

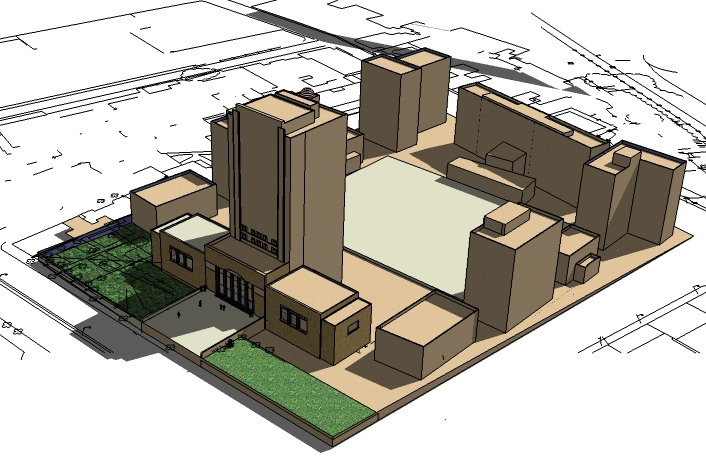
Esquema del complejo universitario original del que el monoblock formaba parte.

En 1936 llegó al rectorado Héctor Ormachea Zalles; su gestión se empeñó, primordialmente, en conseguir un terreno adecuado para la UMSA, logrando en 1937 por la suma de cinco millones de dólares el traspaso a la Universidad de todos los terrenos y locales que hasta entonces eran propiedad del Colegio Militar. Estos terrenos estaban ubicados en lo que hoy en la Avenida Villazón.
La estructura muestra la influencia del art déco y elementos inspirados en la cultura Tiwanaku, ambas características muy marcadas en Villanueva. El edificio se terminó de construir en 1947.
El edificio alberga actualmente aulas, oficinas administrativas y la Biblioteca Central de la entidad.